# Mount Ashwood
Mount Ashwood är ett berg i Kanada.   Det ligger i provinsen British Columbia, i den sydvästra delen av landet, 3 800 km väster om huvudstaden Ottawa. Toppen på Mount Ashwood är 1 761 meter över havet.
Terrängen runt Mount Ashwood är bergig söderut, men norrut är den kuperad. Mount Ashwood är den högsta punkten i trakten. Trakten runt Mount Ashwood är nära nog obefolkad, med mindre än två invånare per kvadratkilometer.. Närmaste större samhälle är Woss, 9,2 km söder om Mount Ashwood.
I omgivningarna runt Mount Ashwood växer i huvudsak barrskog.